# 独龙柃
独龙柃（学名：Eurya taronensis），为山茶科柃木属下的一个植物种。